# (9446) Cicero
(9446) Cicero es un asteroide perteneciente al cinturón de asteroides descubierto el 3 de mayo de 1997 por Eric Walter Elst desde el Observatorio de La Silla, Chile.

## Designación y nombre
Cicero recibió inicialmente la designación de 1997 JT11.
Posteriormente, en 1999, se nombró en honor del escritor y político romano Cicerón (106-43 a. C.).

## Características orbitales
Cicero está situado a una distancia media de 3,161 ua del Sol, pudiendo alejarse hasta 3,588 ua y acercarse hasta 2,734 ua. Su excentricidad es 0,1351 y la inclinación orbital 1,499 grados. Emplea en completar una órbita alrededor del Sol 2052 días. El movimiento de Cicero sobre el fondo estelar es de 0,1754 grados por día.

## Características físicas
La magnitud absoluta de Cicero es 13,1.